# 우문성
우문성(宇文盛, ? ~ 580년)은 중국 남북조 시대 북주(北周)의 황족으로, 우문태(宇文泰)의 10번째 아들이다.

## 생애
559년 월국공(越國公)에 봉해졌으며, 574년 월왕(越王)이 되었다. 이후 577년 북제(北齊)가 평정되자 상주국(上柱國)으로 임명되었으며, 578년 상주총관(相州摠管) 및 대총재(大冢宰)를 추가하였다. 그 뒤 580년 울지형(尉遲逈)이 업(鄴)에서 반란을 일으키자 형인 조왕(趙王) 우문초(宇文招)가 양견(楊堅)을 살해하려 했으나 실패하였고, 우문성 또한 연좌되어 함께 처형되었다.